# Eremobates palpisetulosus
Espèce
Eremobates palpisetulosus est une espèce de solifuges de la famille des Eremobatidae.

## Distribution
Cette espèce est endémique des États-Unis. Elle se rencontre au Nebraska, au Kansas, en Oklahoma, au Texas, au Nouveau-Mexique et au Colorado.

## Description
Les mâles mesurent de 24,0 à 32,0 mm et les femelles de 23,0 à 31,0 mm.

## Publication originale
- Muma, 1951 : Studies of North American Solpugida, II. A second species of solpugid from Nebraska. The American Midland Naturalist, vol. 26, no 1, p. 179-181.